# أوركسترا السمفونية الوطنية الدنماركية
أوركسترا السمفونية الوطنية الدنماركية هي أوركسترا من كوبنهاغن،الدنمارك،تأسست في 1925.